# Raciborów (Grande-Pologne)
Pour les articles homonymes, voir Raciborów.
Raciborów (prononciation : [rat͡ɕiˈbɔruf]) est un village polonais de la gmina de Krotoszyn dans le powiat de Krotoszyn de la voïvodie de Grande-Pologne dans le centre-ouest de la Pologne.
Il se situe à environ 8 kilomètres au nord de Krotoszyn (siège de la gmina et du powiat) et à 80 kilomètres au sud-est de Poznań (capitale régionale).
Le village possédait une population de 111 habitants en 2014.

## Histoire
De 1975 à 1998, le village faisait partie du territoire de la voïvodie de Kalisz.

Depuis 1999, Raciborów est situé dans la voïvodie de Grande-Pologne.